# Eleições gerais do México em 2012

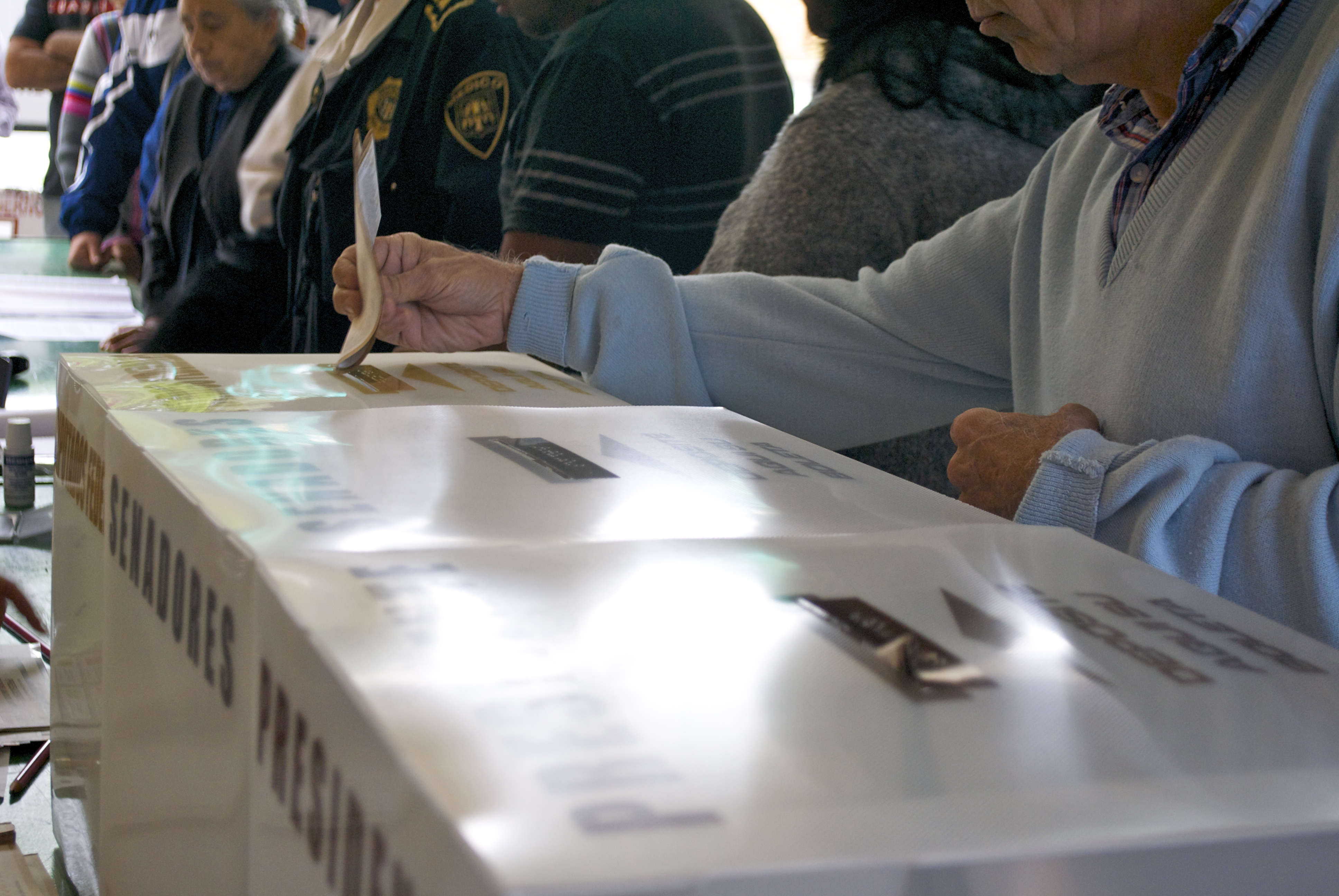
Cidadão colocando seu voto em urna no dia da eleição.

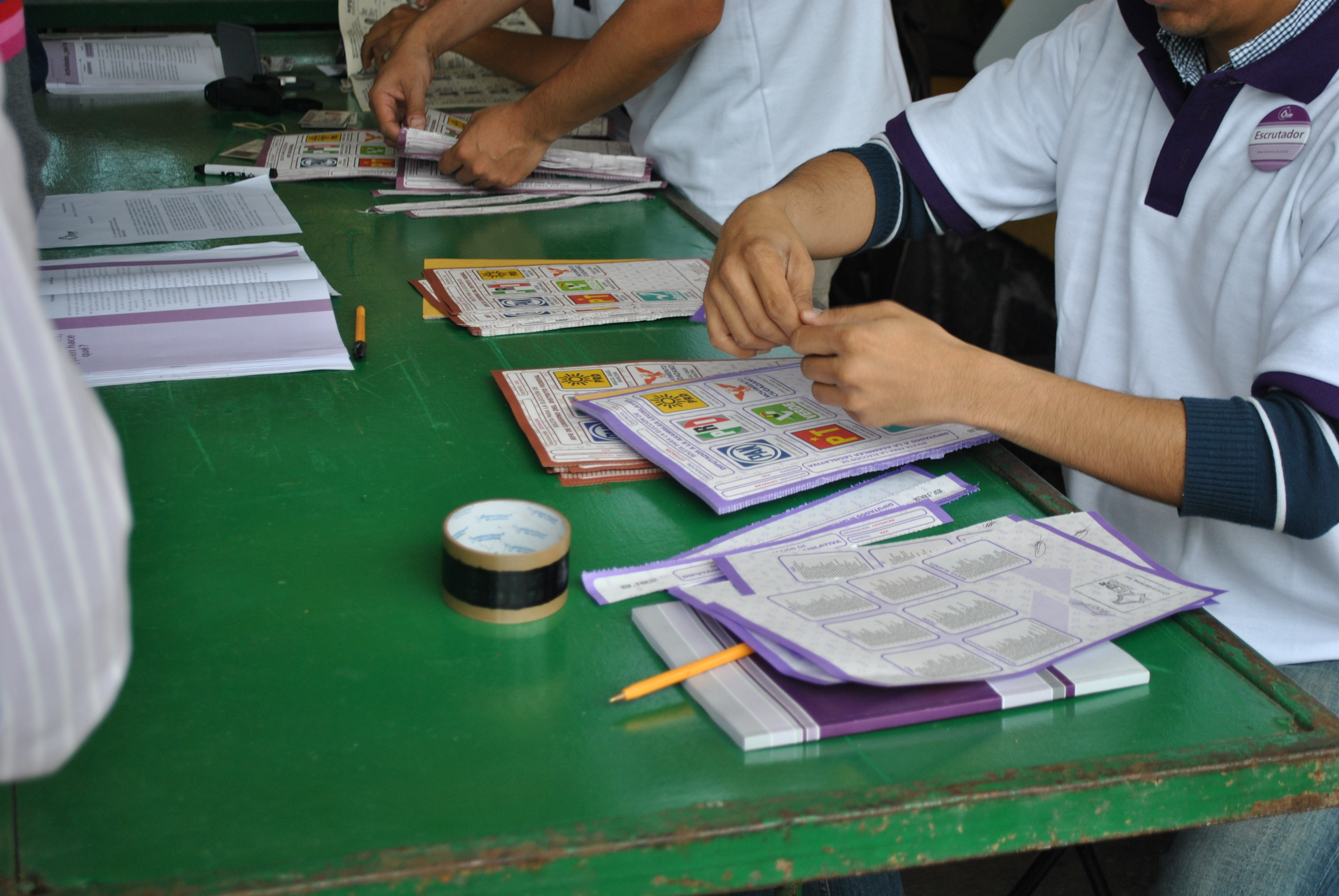
Mesa com cédulas de votação na Cidade do México a 1 de julho de 2012.

As eleições gerais do México de 2012 foram realizadas em 1 de julho para eleger os seguintes governantes:
- Presidente da República. Chefe de Estado e governo do México, eleito para um mandato de seis anos sem a possibilidade de reeleição, tomou posse em 1 de dezembro de 2012 e permaneceu até 1 de dezembro de 2018, sucedendo Felipe Calderón do Partido da Ação Nacional. Foi eleito Enrique Peña Nieto.[2]
- 128 senadores. Membros da câmara alta do Congresso da União, 3 por cada estado da federação e pelo Distrito Federal, eleitos de maneira direta e 32 senadores por uma lista nacional, todos eleitos por um período de seis anos a partir de 1 de setembro de 2012.
- 500 deputados federais. Membros da câmara baixa do Congresso da União, 300 eleitos por maioria de votos em cada distrito e 200 eleitos por um sistema de 5 listas nacionais, um por cada ums das 5 circunscrições eleitorais em que se divide o país; todos para um período de três anos a partir de 1 de setembro de 2012.

O Instituto Federal Eleitoral, instituição autônoma encarregada constitucionalmente do desenvolvimento dos processos eleitorais da federação mexicana, declarou formalmente o início do processo a 7 de outubre de 2011. Há 84 537 244 eleitores inscritos.

## Candidatos a Presidência
Os sete partidos políticos nacionais com registro no Instituto Federal Eleitoral, possuem a possibilidade de registrar um candidato a Presidente de México, podendo fazer individualmente ou mediante as coligações eleitorais.
|                                                    | | |                              |
|                                                    | | |                              |
| Josefina Vázquez Mota                              | Enrique Peña Nieto | Andrés Manuel López Obrador | Gabriel Quadri de la Torre   |
| Partido da Ação Nacional (Partido Acción Nacional) | Compromisso com o México (Compromiso por México) | Movimento Progressista (Movimiento Progresista) | Nova Aliança (Nueva Alianza) |
| Partido da Ação Nacional (Partido Acción Nacional) | Partido Revolucionário Institucional (Partido Revolucionario Institucional) Partido Verde Ecologista do México (Partido Verde Ecologista de México) | Partido da Revolução Democrática (Partido de la Revolución Democrática) Partido do Trabalho (Partido del Trabajo) Movimento Cidadão (Movimiento Ciudadano) | Nova Aliança (Nueva Alianza) |

Em 6 de março de 2012, Manuel Clouthier Carrillo manifestou sua intenção de ser candidato independente a Presidência de México, no entanto, a Constituição do México no Artigo 116, fração IV, subseção e; como pelo Código Federal de Instituições e Procedimentos Eleitorais no Artigo 218, parágrafo 1; estabelecem como direito exclusivo dos partido políticos ao registro de candidatos a cargos por eleição popular, por tanto no pode existir candidaturas independentes, após o IFE determinar a impossibilidade para registrá-lo se viesse a pedir.

### Eleições internas dos candidatos a Presidência pelos partidos políticos

#### Partido da Ação Nacional
Em 4 de setembro de 2011, Josefina Vázquez Mota pediu licença do cargo de deputada federal para se dedicar a campanha da candidatura presidencial pelo Partido da Ação Nacional (PAN), sendo aprovada a licença pela Câmara de Deputados a 6 de setembro, antes de outro interessado, Santiago Creel, que desafiou a debates públicos, aceitado por Vázquez Mota. Em 9 de setembro Ernesto Cordero Arroyo renunciou ao cargo na Secretaria da Fazenda e Crédito Público, iniciando no dia seguinte as atividades na busca da candidatura do PAN Presidência. Em 22 de setembro o governador de Jalisco, Emilio González Márquez, anunciou que que não seria candidato pelo PAN devido a impossibilidade de solicitar afastamento do governo antes dos XVI Jogos Panamericanos.
Em 13 de outubro, Ernesto Cordero solicitou ao presidente nacional do PAN, Gustavo Madero, a realização de debates públicos entre os candidatos, e em 18 de outubro, o comitê executivo nacional determinou que a eleição dos candidato seria mediante a votação de militantes e simpatizantes, sendo a convocação para a mesma publicada no máxima até 18 de novembro, com as pré-campanhas começando em 18 de dezembro.
Em 16 de novembro foi anunciado a convocação para a eleição interna para o dia seguinte, o que ocorreu efetivamente a 17 de novembro, a convocação contemplou o registro dos três mais destacados a se realizar numa eleição em 5 de fevereiro e se nenhum dos candidatos obtivesse mais del 50% dos votos se realizaria una segunda volta a semanas depois entre os dois candidatos com maior votação, a escolha do único candidato com maior ascensão se realizaria em 19 de fevereiro de 2012. Antes disso, Josefina Vázquez Mota pediu ao presidente nacional que adiantasse a definição do candidato, o que foi rejeitado pelo titular da comissão de eleições José Espina.
Outras quatro pessoas manifestaram intenção de participar no processo interno, Javier Livas Cantú, que queria fazer uma campanha política utilizando as redes sociais e a internet, Luis Eduardo Paredes Moctezuma ex-prefeito de Puebla, José Hugo Díaz García de Durango que participou sem êxito como pré-candidato do PAN em 2005 quando não conseguiu apoio suficiente para entrar na eleição interna, e iniciou uma greve de fome para alcançar seu objetivo.
Em 12 de dezembro de 2011 foi registrada formalmente a primeira candidata, Josefina Vázquez Mota.
Em 17 de dezembro a Comissão Nacional de Eleições aprovou os registros de Santiago Creel Miranda, Ernesto Cordero Arroyo e Josefina Vázquez Mota, e assim, tornaram-se oficialmente candidatos podendo fazer campanha a partir do dia seguinte até a eleição interna a 5 de fevereiro, da mesma forma, rejeitou pedidos de registro de Javier Livas Cantu e Eduardo Luis Paredes Moctezuma por não possuírem as assinaturas exigidas. Paredes Moctezuma pediu a impugnação da rejeição. No entanto, a 30 dezembro de 2011 o Conselho Superior Tribunal Eleitoral do Poder Judicial da Federação (TEPJF) deu a impugnação ao recurso de Luis Eduardo Paredes Moctezuma PAN, que foi rejeitado pela Comissão Nacional de Eleições do PAN no processo interno. Por unanimidade, os juízes consideraram que o partido não possui razões suficientes para recusar o registro de Paredes Moctezuma para presidente e fixou um prazo de cinco dias para a emissão dos órgãos internos de uma nova resolução devidamente comprovada.
Em 5 de fevereiro de 2012 se realizou a eleição primária de seleção do candidato presidencial para o Partido da Ação Nacional. Com 86,7% dos centros de votação apurados, Josefina Vázquez Mota se tornou a candidata presidencial do PAN com 55% dos votos, seguida por Ernesto Cordero Arroyo com 38,1% dos votos e Santiago Creel Miranda com 6,1%. Josefina Vázquez Mota se tornou a primeira candidata presidencial pelo PAN.
A 12 de fevereiro de 2012 o Comissão Executiva Nacional do PAN anunciou os resultados oficiais da sua eleição interna em 5 de fevereiro:
| Partido     | Partido                  | Candidato              | Votos   | Votos (%) |
| ----------- | ------------------------ | ---------------------- | ------- | --------- |
|             | Partido da Ação Nacional | Ernesto Cordero Arroyo | 215 652 | 39,42%    |
|             | Partido da Ação Nacional | Santiago Creel Miranda | 32 800  | 6%        |
|             | Partido da Ação Nacional | Josefina Vázquez Mota  | 291 045 | 53,2%     |
| Totais      | Totais                   | Totais                 | 539 497 |           |
| Votos Nulos | Votos Nulos              | Votos Nulos            | 7 543   | 1,38%     |
| Fonte:      |                          |                        |         |           |

Em 11 de março de 2012, no Estádio Azul semi-vazio, Josefina Vázquez Mota foi declarada candidata oficial do Partido da Ação Nacional a Presidência do México para a próxima etapa eleitoral a 1 de julho.

#### Partido Revolucionário Institucional
A 19 de setembro de 2011, verificou-se que o PRI definiria em 8 de outubro o método de escolha de seu candidato, e em caso de eleição aberta, seria realizada em 5 de fevereiro de 2012, no mesmo dia, três após a conclusão do seu mandato como Governador do Estado do México, Enrique Peña Nieto, declarou publicamente sua intenção de concorrer pelo partido. Manlio Fabio Beltrones pediu o respeito dos acordos e regras estabelecidas pelo partido para o escolha do candidato, e se recusou a se sentir em desvantagem a Peña, certificando-se de que teria ascensão ao iniciar o processo formal de seleção de candidatos, sendo imitado por Peña Nieto.

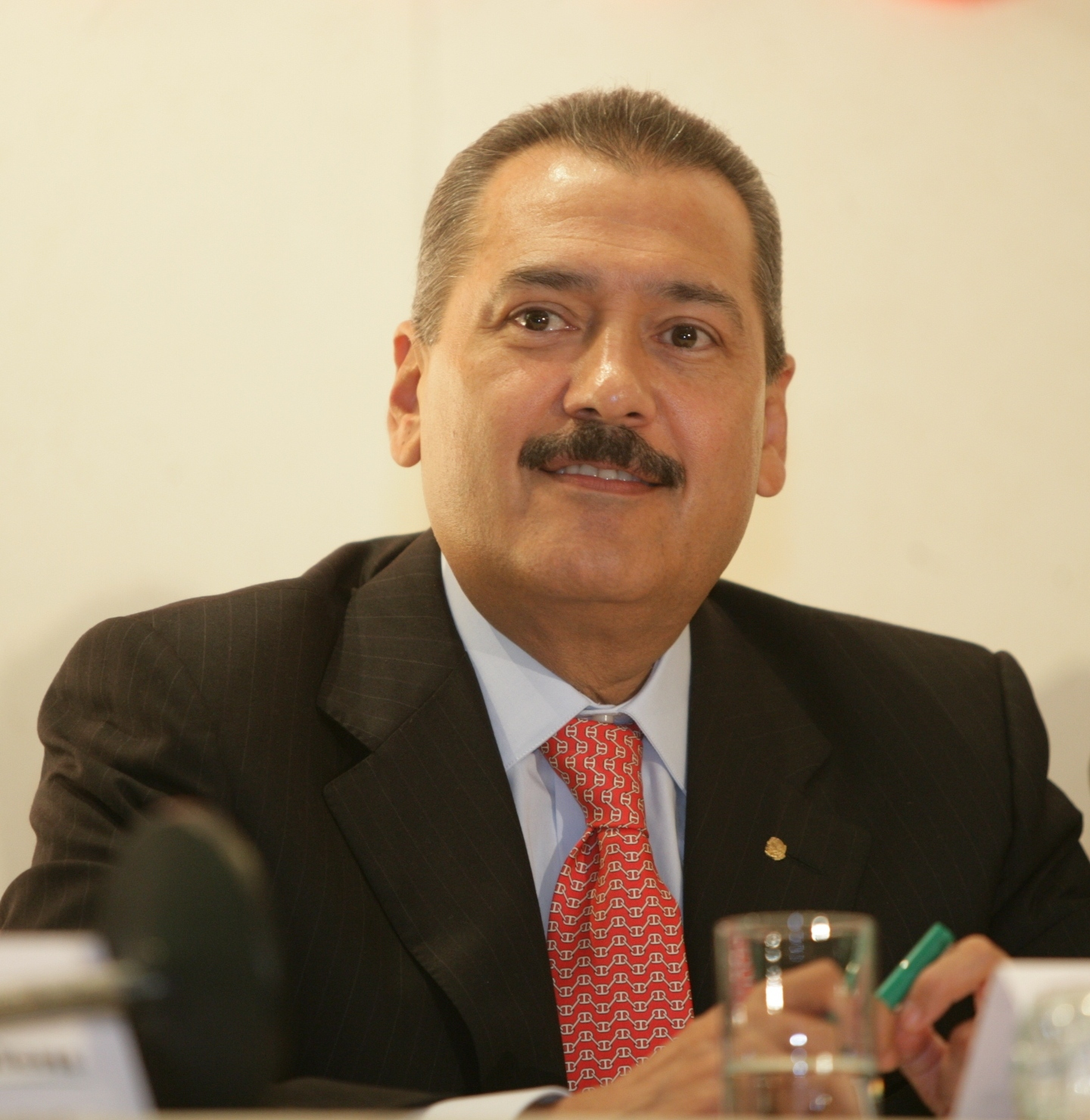
Manilo Fabio Beltrones (foto) desistiu de sua candidatura, o que fez de Enrique o único candidato do PRI.

Em 8 de outubro de 2011 o Conselho Nacional Político do PRI aprovou por unanimidade que a eleição do seu candidato a presidente seria por consulta pública aberta, algo a ser ratificado pelo conselho político estadual, e no dia seguinte, Manlio Fabio Beltrones declarou que primeiro é preciso definir o programa de governo que sustentaria o PRI e, em seguida, escolher o candidato, com um método para assegurar a unidade de partido.
Em 17 de novembro o PRI, o PVEM e o PANAL anunciaram a formação da coligação "Compromisso com o México" (Compromiso por México) para participar na eleição à Presidência e ao Congresso;. Em 21 de novembro Manlio Fabio Beltrones desistiu da candidatura, o que fez Enrique Peña Nieto o único pré-candidato a Presidência na disputa do Partido Revolucionário Institucional; no qual concluiu o registro em 17 de dezembro, Peña Nieto recebeu a incumbência como candidato do PRI a Presidência.

#### Partido da Revolução Democrática
Em 21 de setembro de 2011, Marcelo Ebrard anunciou que buscaria a indicação presidencial de seu partido, o Partido da Revolução Democrática, afirmando que o país merece o que ele chamou de "outra direção", 50 da mesma forma, anunciou que se afastaria do cargo de governador em 1 de janeiro de 2012. Em 2 de outubro, Andrés Manuel López Obrador anunciou que se a pesquisa para medir as preferências para o candidato de esquerda não o favorecia, não seria candidato, mas, pelo contrário, se recebsse o apoio estaria pronto para ser candidato. Em 19 de outubro, Cuauhtémoc Cárdenas Solórzano, três vezes candidato presidencial, disse que não estava descartado a sua nomeação presidencial do PRD, desde que existissem condições para ganhar a eleição constitucional e não ter que competir contra os candidatos que já manifestaram sua intenção de participar, Ebrard e López Obrador. Marcelo Ebrard, disse que a ascensão de Cárdenas não afeta o processo de seleção interna do candidato do PRD e procurará conversar pessoalmente com ele.
Em 27 de outubro, Marcelo Ebrard concordou com Andrés Manuel López Obrador para a realização de uma pesquisa a fim de definir o candidato de esquerda, argumentando que em consequência, o PRD teria candidato antes de 15 de novembro, ele estava confiante de que Lopez Obrador reconhecesse os resultados das pesquisas mesmo se não o fosse favorável.
Em 1 de novembro, foi anunciado que as empresas Nodos Investigación + Estrategia y Covarrubias y Asociados realizariam a pesquisa. Marcelo Ebrard, disse que seria "muito bem feito" para evitar conflitos, no entanto, a secretária-geral do PRD Dolores Padierna, disse temer que tais pesquisas fossem usadas a favor de algum dos candidatos. Em 15 de novembro, foi divulgado os resultados da pesquisa, sendo eleito Andrés Manuel López Obrador e, consequentemente, recebendo o apoio de Marcelo Ebrard, os resultados foram reconhecidos pelo PRD anunciou que na época, que então registrou López Obrador. A 16 de março de 2012, Andrés Manuel López Obrador foi declarado candidato presidencial do PRD no Polyforum Siqueiros ao Conselho Nacional do partido.

#### Partido Verde Ecologista do México
Em 24 de setembro de 2011 o ex-líder do Partido Verde Ecologista do México, Jorge Emilio González Martínez, anunciou que a comissão política do partido havia decidido apoiar Enrique Peña Nieto como candidato presidencial, no qual este agradeceu o apoio, mas declarou que teria de esperar o Partido Revolucionário Institucional para a escolha do candidato.

#### Partido do Trabalho
Em 17 de novembro de 2011 através de Alejandro González Yáñez o Partido do Trabalho anunciou que o PT decidiu apoiar Andrés Manuel López Obrador a Presidência, ainda considerando a possibilidade de registar o seu líder nacional Alberto Anaya que pode fazer a pré-campanha. Horas mais tarde observou-se a possibilidade de que alguns membros tinham pensado, como uma alternativa para aproveitar o período eleitoral no rádio e na televisão, sem ter sido contemplado como viável.

#### Movimento Cidadão
Em 16 de novembro de 2011 o Movimento Cidadão concordou com a coligação eleitoral com o PRD e em registrar a candidatura presidencial de Andrés Manuel López Obrador.
Em 11 de março de 2012, no Teatro Metropólitan, Andrés Manuel López Obrador se tornou candidato oficial do partido Movimento Cidadão a Presidência do México para o próximo processo eleitoral a 1 de julho, um dos partidos que confirmaram o Movimento Progresista.

#### Nova Aliança
Humberto Moreira, como líder nacional do Partido Revolucionário Institucional anunciou que se interessaria em contar com o apoio da Nova Aliançaa para a eleição.
Em 16 de novembro de 2011 o conselho nacional da Nova Aliança aprovou por unanimidade a coligação eleitoral com o PRI e o PVEM. Contudo, a 20 de janeiro de 2012, o presidente do partido Nova Aliança, Luis Castro Obregón, rompeu a aliança con o Partido Revolucionário Institucional, devido a desacordos por parte das candidaturas com o PRI e o Partido Verde Ecologista do México. Para assim ter seus próprios candidatos para a eleição federal, donde foi escolhido Gabriel Quadri de la Torre como candidato a Presidência da República. Quadri se registrou a 15 de março como candidato oficial pela Nova Aliança.

## Pesquisas de opinião

### Resultados dos institutos de pesquisa
A tabela mostra a preferência sem indecisos.
| Data              | Instituto                      | Josefina Vázquez Mota (PAN) | Enrique Peña Nieto (PRI-PVEM) | Andrés Manuel López Obrador (PRD-MC-PT) | Gabriel Quadri (PANAL) | Notas                                                   |
| ----------------- | ------------------------------ | --------------------------- | ----------------------------- | --------------------------------------- | ---------------------- | ------------------------------------------------------- |
| Novembro de 2011  | Reforma                        | 25%                         | 49%                           | 26%                                     | -                      | Sem definição dos candidatos do PAN e PANAL.            |
| Novembro de 2011  | Covarrubias y Asociados        | 12.6%                       | 56.3%                         | 31%                                     | -                      | Sem definição dos candidatos do PAN e PANAL.            |
| Fevereiro de 2012 | Grupo Impacto Inteligente 360º | 34.4%                       | 47.4%                         | 18.2%                                   | -                      | Sem definição dos candidatos do PAN e PANAL.            |
| Fevereiro de 2012 | Consulta Mitofsky              | 29.5%                       | 48.5%                         | 21%                                     | 1%                     |                                                         |
| Fevereiro de 2012 | Buendia & Laredo               | 32%                         | 48%                           | 20%                                     | 0%                     |                                                         |
| Fevereiro de 2012 | Covarrubias y Asociados        | 27.2%                       | 42.3%                         | 30.2%                                   | 0.3%                   |                                                         |
| Fevereiro de 2012 | Ipsos/Bimsa                    | 30%                         | 45%                           | 25%                                     | 0.0%                   |                                                         |
| Março de 2012     | Uno TV/María de las Heras      | 27.4%                       | 44.0%                         | 27.4%                                   | 1.2%                   |                                                         |
| Março de 2012     | Grupo Impacto Inteligente 360º | 32.6%                       | 44.9%                         | 22.5%                                   | -                      | Sem dados sobre o PANAL                                 |
| Março de 2012     | Reforma                        | 32%                         | 45%                           | 22%                                     | 1%                     |                                                         |
| Abril de 2012     | Uno TV/María de las Heras      | 30.6%                       | 38.9%                         | 29.2%                                   | 1.3%                   | Realizado a 24-27 de março.                             |
| Abril de 2012     | OEM-Parametría                 | 25%                         | 51%                           | 23%                                     | 1%                     |                                                         |
| Abril de 2012     | BGC-Excelsior                  | 29%                         | 50%                           | 20%                                     | 1%                     | Realizada de 9 a 12 de abril.                           |
| Abril de 2012     | GEA/ISA-Milenio                | 27.9%                       | 48.5%                         | 22.7%                                   | 0.9%                   |                                                         |
| Abril de 2012     | El Universal/Buendía & Laredo  | 22.9%                       | 54.3%                         | 21.4%                                   | 1.4%                   |                                                         |
| Abril de 2012     | Consulta Mitofsky              | 26.9%                       | 50.1%                         | 22.3%                                   | 0.7%                   |                                                         |
| Abril de 2012     | Covarrubias y Asociados        | 22%                         | 42%                           | 24%                                     | 1%                     | Dados de 23 de abril de 2012.                           |
| Abril de 2012     | BGC-Excelsior                  | 28%                         | 47%                           | 23%                                     | 2%                     | Realizada de 19 a 25 de abril.                          |
| Abril de 2012     | OEM-Parametría                 | 26%                         | 49%                           | 24%                                     | 1%                     | Dados de 30 de abril de 2012                            |
| Maio de 2012      | GEA/ISA-Milenio                | 26.1%                       | 51.2%                         | 21.1%                                   | 1.6%                   | Publicado em 1º de maio de 2012.                        |
| Maio de 2012      | Consulta Mitofsky              | 28%                         | 48%                           | 23%                                     | 1%                     | Publicado em 1º de maio de 2012.                        |
| Maio de 2012      | El Sol de México/Parametría    | 26%                         | 49%                           | 24%                                     | 1%                     | Publicada a uma semana antes do debate.                 |
| Maio de 2012      | El Universal/Buendía & Laredo  | 22.9%                       | 54.3%                         | 21.4%                                   | 1.4%                   | Publicado em 6 de maio, antes do debate.                |
| Maio de 2012      | GEA/ISA-Milenio                | 27.6%                       | 49.1%                         | 21.9%                                   | 1.4%                   | Publicado em 6 de maio, antes do debate.                |
| Maio de 2012      | El Universal                   | 22.0%                       | 36.3%                         | 23.4%                                   | 9.5%                   | Feito ao final do debate.                               |
| Maio de 2012      | Uno TV/María de la Heras       | 17.98%                      | 16.85%                        | 31.46%                                  | 17.98%                 | Feito ao final do debate.                               |
| Maio de 2012      | El Universal/Buendía & Laredo  | 23.1%                       | 49.6%                         | 24.8%                                   | 2.1%                   |                                                         |
| Maio de 2012      | Covarrubias y Asociados        | 26%                         | 40%                           | 30%                                     | 4%                     |                                                         |
| Maio de 2012      | Uno TV/María de las Heras      | 26%                         | 39%                           | 31%                                     | 4%                     |                                                         |
| Maio de 2012      | Reforma                        | 23%                         | 38%                           | 34%                                     | 5%                     | Enrique e Andrés empatados estatisticamente (±2.9)      |
| Junho de 2012     | Mitofsky                       | 21%                         | 36%                           | 25.3%                                   | 1.9%                   |                                                         |
| Junho de 2012     | GEA/ISA-Milenio                | 22.8%                       | 44.8%                         | 28.9%                                   | 3.5%                   |                                                         |
| Junho de 2012     | Parametria                     | 24%                         | 43%                           | 30%                                     | 3%                     |                                                         |
| Junho de 2012     | Reforma                        | 34.0%                       | 20.0%                         | 32.0%                                   | 8.0%                   | Conteo rápido al cierre del debate.                     |
| Junho de 2012     | Berumen y asociados / OUE      | 17.0 - 20.7%                | 30.9 - 35.9%                  | 27.3 - 31.8%                            | -                      | Intervalos de votación probable. Sin datos sobre PANAL. |
| Junho de 2012     | Covarrubias y Asociados        | 26%                         | 41%                           | 30%                                     | 3%                     |                                                         |
| Junho de 2012     | Uno TV/María de las Heras      | 22.93%                      | 40.09%                        | 32.43%                                  | 4.55%                  |                                                         |
| Junho de 2012     | Ipsos/Bimsa                    | 24%                         | 41%                           | 34%                                     | 1%                     | -                                                       |
| Junho de 2012     | El Universal/Buendía & Laredo  | 24.4%                       | 45.0%                         | 27.9%                                   | 2.7%                   | Última pesquisa.                                        |
| Junho de 2012     | BGC-Excelsior                  | 25%                         | 44%                           | 28%                                     | 3%                     | Última pesquisa.                                        |
| Junho de 2012     | GEA/ISA-Milenio                | 22.4%                       | 46.9%                         | 28.5%                                   | 2.2%                   | Última pesquisa.                                        |

### Resultado das pesquisas por órgãos independentes
A tabela mostra a preferência com indecisos e sem indecisos.
| Data                  | Instituto                                                                                 | Josefina Vázquez Mota (PAN) | Enrique Peña Nieto (PRI-PVEM) | Andrés Manuel López Obrador (PRD-MC-PT) | Gabriel Quadri (PANAL) | Indecisos |
| --------------------- | ----------------------------------------------------------------------------------------- | --------------------------- | ----------------------------- | --------------------------------------- | ---------------------- | --------- |
| Novembro de 2011      | El Diario de Ciudad Juárez (Através da internet)                                          | 33%                         | 29%                           | 38%                                     | -                      | -         |
| Janeiro de 2012       | Revista EMET (Em praças públicas)                                                         | 16.16%                      | 22.89%                        | 27.95%                                  | -                      | 33.0%     |
| Janeiro de 2012       | UNOTV/Grupo Impacto Inteligente 360º (em redes sociais)                                   | 19.65%                      | 11.06%                        | 24.82%                                  | -                      | 31.65%    |
| Fevereiro de 2012     | La Crónica de Baja California (Através da internet)                                       | 2.09%                       | 24.69%                        | 71.13%                                  | 2.09%                  | -         |
| Fevereiro de 2012     | El Imparcial de Hermosillo (Através da internet)                                          | 31.51%                      | 24.81%                        | 41.63%                                  | 2.05%                  | -         |
| Fevereiro de 2012     | Revista EMET (Em praças públicas)                                                         | 20.73%                      | 20.17%                        | 26.55%                                  | -                      | 32.55%    |
| Março de 2012         | Revista EMET (Em praças públicas)                                                         | 20.40%                      | 23.87%                        | 30.48%                                  | 0.58%                  | 24.00%    |
| Abril de 2012         | Urna abierta (Através da internet, redes sociais)                                         | 30.8%                       | 30.7%                         | 36.9%                                   | -                      | -         |
| Abril de 2012         | El menos peor (Através da internet, redes sociais)                                        | 26.33%                      | 10.10%                        | 63.57%                                  | -                      | -         |
| Abril de 2012         | Univision (Através da internet, redes sociais)                                            | 11%                         | 6%                            | 78%                                     | -                      | 5%        |
| Abril de 2012         | El Imparcial (Através da internet)                                                        | 29%                         | 22%                           | 47%                                     | 2%                     | -         |
| Abril de 2012         | SNTE-PANAL (Pessoalmente)                                                                 | 16%                         | 31%                           | 40%                                     | 4%                     | 8%        |
| Maio de 2012          | El menos peor (Através da internet)                                                       | 24.04%                      | 9.38%                         | 66.58%                                  | -                      | -         |
| Maio de 2012          | Urna abierta (Através da internet)                                                        | 28.9%                       | 28.7%                         | 40.8%                                   | -                      | -         |
| Maio de 2012          | SNTE-PANAL (Pessoalmente)                                                                 | 17%                         | 29%                           | 41%                                     | 4%                     | 8%        |
| Maio de 2012          | UNAM (Urna simulada)                                                                      | 4.33%                       | 5.19%                         | 85.61%                                  | 4.87%                  | 8%        |
| 13-19 de maio de 2012 | La Jornada/(Twitter)                                                                      | 32.77%                      | 21.88%                        | 40.45%                                  | -                      | -         |
| Maio de 2012          | Revista EMET (Em praças públicas)                                                         | 14.99%                      | 21.16%                        | 39.29%                                  | 4.00%                  | 20.28%    |
| Junho de 2012         | Revista EMET (Em praças públicas)                                                         | 21.88%                      | 22.94%                        | 32.05%                                  | 3.61%                  | 10.42%    |
| Junho de 2012         | Urna abierta (Através da internet)                                                        | 26.8%                       | 26.4%                         | 45.6%                                   | 0.4%                   | -         |
| Junho de 2012         | Kapitolio(Através da internet)                                                            | 16%                         | 37%                           | 43%                                     | -                      | -         |
| Junho de 2012         | SNTE-PANAL (Pessoalmente)                                                                 | 20%                         | 30%                           | 37%                                     | 3%                     | 8%        |
| Junho de 2012         | Elección 2012 México (Através da internet)                                                | 37%                         | 36%                           | 24%                                     | 3%                     | -         |
| Junho de 2012         | UNAM, Universidade de Harvard e Universidade Autônoma de Guadalajara (Em praças públicas) | 28%                         | 25%                           | 27%                                     | 3%                     | 17%       |

## Resultados
| Partido      | Partido                              | Candidato                          | Votos      | Votos (%) |
| ------------ | ------------------------------------ | ---------------------------------- | ---------- | --------- |
|              | Partido Revolucionário Institucional | Enrique Peña Nieto                 | 19 158 592 | 38,21%    |
|              | Partido da Revolução Democrática     | Andrés Manuel López Obrador        | 15 848 827 | 31,61%    |
|              | Partido da Ação Nacional             | Josefina Eugenia Vázquez Mota      | 12 732 630 | 25,39%    |
|              | Nova Aliança                         | Gabriel Ricardo Quadri de la Torre | 1 146 085  | 2,29%     |
|              | —                                    | Candidatos não registados          | 20 625     | 0,04%     |
| Totais       | Totais                               | Totais                             | 48 906 759 |           |
| Votos Nulos  | Votos Nulos                          | Votos Nulos                        | 1 236 857  | 2,47%     |
| Participação | Participação                         | Participação                       | 50 143 616 | 63,08%    |
| Fonte: IFE   |                                      |                                    |            |           |